# Alexander Heubel

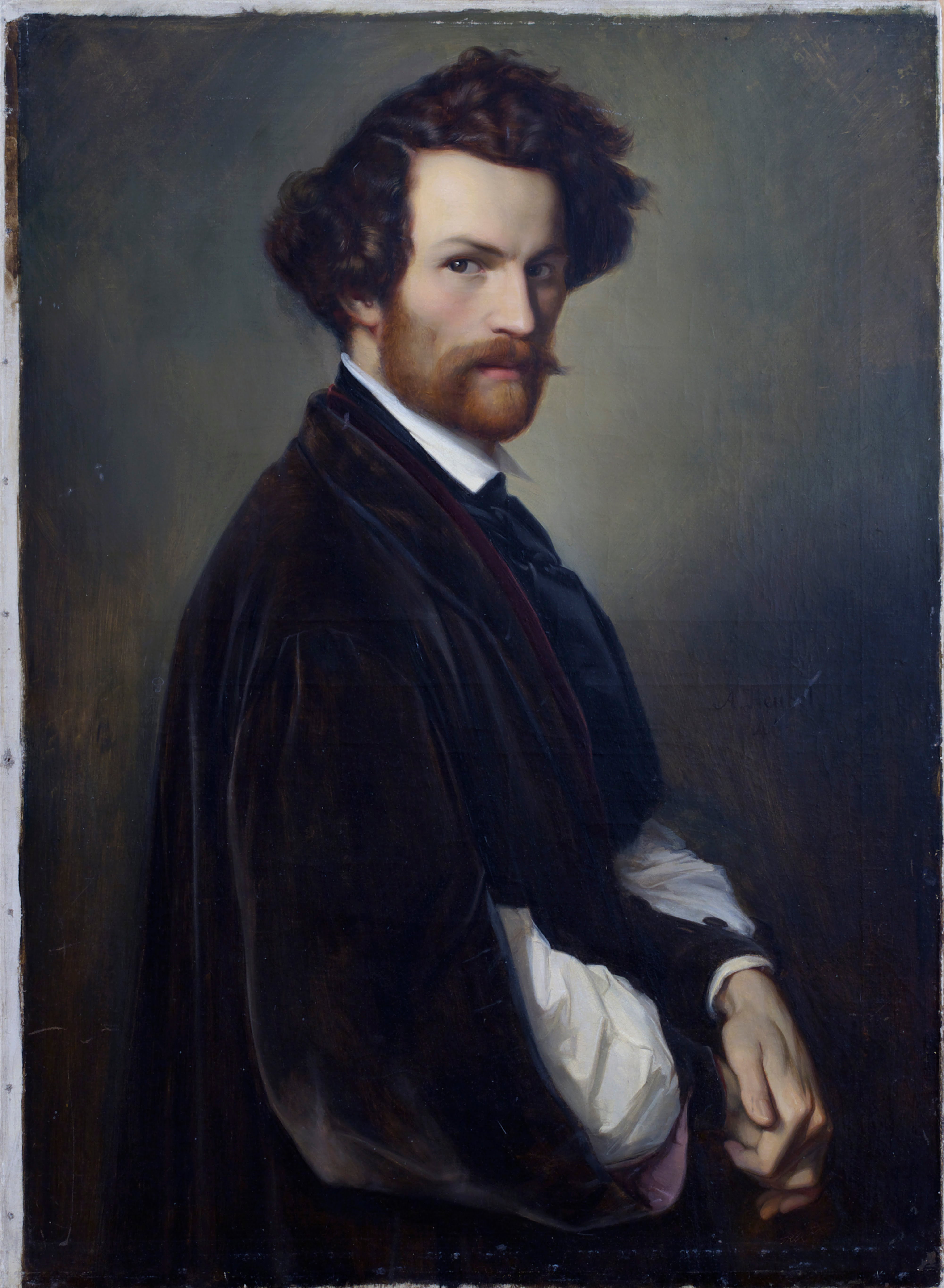
Alexander Heubel, Selbstporträt, 1846, Lettisches Nationales Kunstmuseum

Alexander Heubel, auch Aleksandre Gejbel (* 9. April 1813 in Lemsal, Gouvernement Livland, Russisches Kaiserreich; † 22. Januar 1847 in Riga), war ein deutsch-baltischer Historien- und Porträtmaler der Düsseldorfer Schule.

## Leben

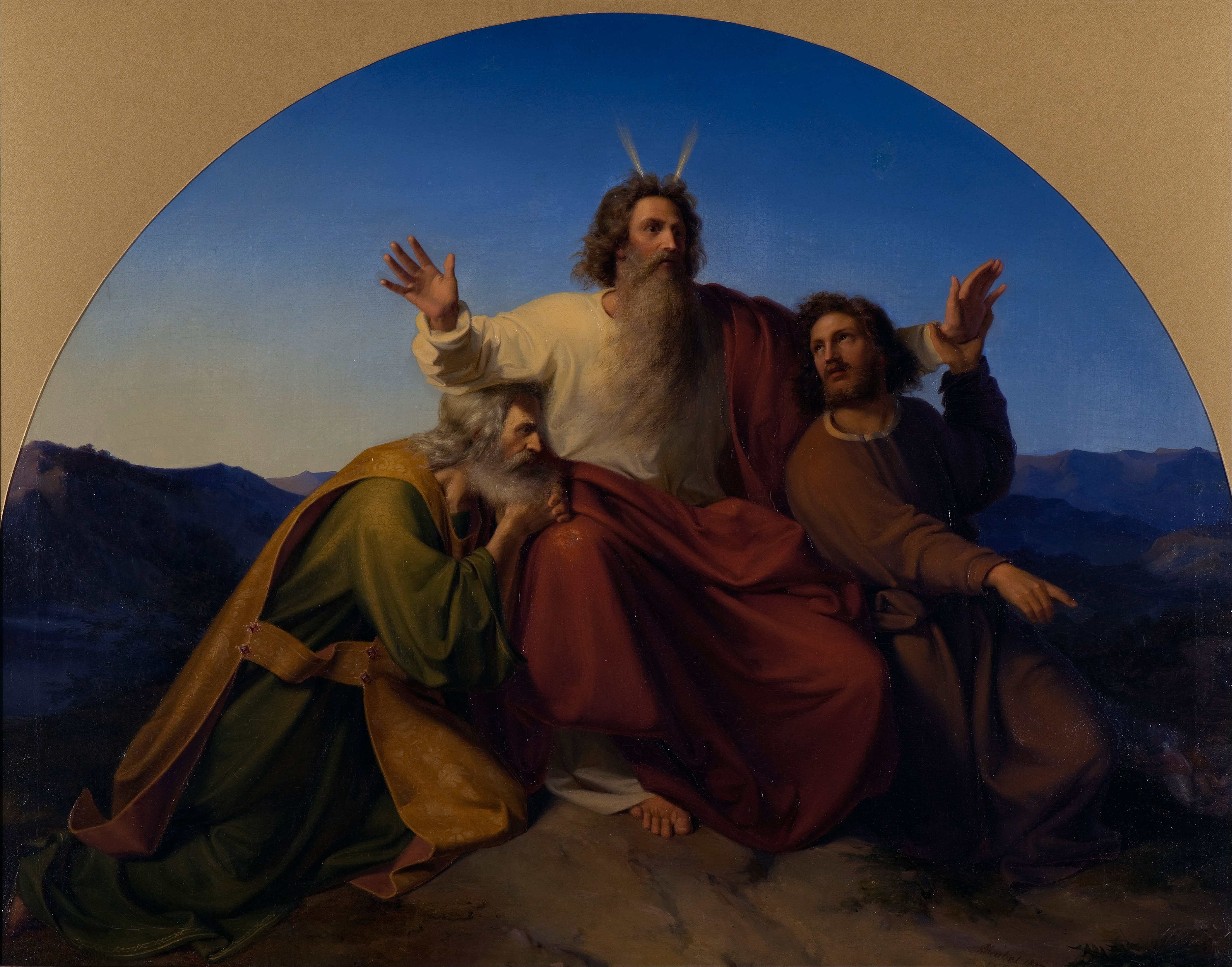
Moses, Aaron und Hur, 1837, Lettisches Nationales Kunstmuseum

Heubel, Sohn des Holzschnitzers August Gotthilf Heubel (1760–1846) und dessen Ehefrau Juliane Marie, geborene Geywitz († 1831), ging 1819 mit seinen Eltern nach Riga, wo die Familie bis 1827 lebte. Dann zogen sie nach Dorpat. Erste künstlerische Unterweisungen erhielt er von seinem Vater, in Riga auch von dem Porträtmaler Georg Heinrich Büttner (1799–1879). Unterstützt durch den Rigaer Kaufmann und Kunstfreund Friedrich Wilhelm Brederlo konnte Heubel 1832 zusammen mit Johann Karl Ulrich Bähr die Kunstakademie Dresden besuchen. 1834 wechselte er auf die Kunstakademie Düsseldorf, wo er bis 1840 von Eduard Bendemann, Wilhelm Schadow und Theodor Hildebrandt unterrichtet wurde. Als ein Hauptwerk entstand 1837 in Düsseldorf nach einem Thema aus dem 2. Buch Mose das Gemälde Moses, Aaron und Hur, worin Moses den Sieg über die Amalekiter erfleht (Ex 17 ).
Im Herbst 1840 zog Heubel mit seinem Düsseldorfer Studienfreund Ludwig Haach nach Rom, wo er bis etwa 1845 blieb und an „Cervarofesten“ der Ponte-Molle-Gesellschaft teilnahm. Im Auftrag der russischen Kaiserin Alexandra Fjodorowna schuf er in Rom das Gemälde Die drei Männer im feurigen Ofen, eine Darstellung der alttestamentarischen Geschichte über die religiöse Standhaftigkeit der Hebräer Schadrach, Meschach und Abed-Nego. Anschließend hielt er sich zeitweise in Dresden, wo um 1845 ein Porträt des Malers Theobald von Oer entstand, sowie in Sankt Petersburg auf. An der „Schwindsucht“ (Tuberkulose) leidend kehrte er 1845 nach Riga zurück. Sein Förderer Brederlo nahm ihn in seinem Hause auf. 1846 entstand dort sein Selbstporträt. Im Alter von nur 33 Jahren verstarb er bald darauf.
Heubel wird der von romantischen und nazarenischen Idealen inspirierten Hauptströmung der Düsseldorfer Malerschule zugerechnet. Seine Malerei wird vor allem im Lettischen Nationalen Kunstmuseum in Riga gezeigt.